# Gustav Kaniak
Gustav Kaniak (30. července 1907, Třebíč – 3. července 1993) byl rakouský právník a soudce. Od roku 1957 do roku 1977 byl Kaniak soudcem rakouského ústavního soudu a od roku 1950 do roku 1972 byl soudním radou a později i předsedou senátu správního soudního dvoru (rakouského nejvyššího správního soudu).

## Biografie
Gustav Kaniak se narodil v roce 1907 v Třebíči a od mládí žil v St. Pöltenu v Dolním Rakousku. V roce 1927 odmaturoval na klášterním gymnáziu v Melku a nastoupil na studium práv na vídeňské univerzitě. Na právnické fakultě vídeňské univerzity v roce 1932 získal titul doktora práv (Dr. iur.) V témže roce začal pracovat jako advokátní koncipient ve Vídni.
V roce 1936 byl Gustav Kaniak jmenován soudcem a nastoupil na okresní soud v St. Pöltenu. Následně pak musel nastoupit do německého Wehrmachtu, kdy během druhé světové války byl zajat a do St. Pöltenu se vrátil až v roce 1946. Pokračoval v práci na okresním soudě v St. Pölten. Roku 1947 nastoupil na spolkové kancléřství, kde začal pracovat na návrhu zákona o úřední odpovědnosti. Následně také sepsal podrobný komentář k návrhu zákona. V roce 1948 se stal redaktorem prvního vydání velkého vydání trestního zákona, na vydání dohlížel až do šestého vydání v roce 1969.
V roce 1950 nastoupil do správního soudního dvora a roku 1968 byl jmenován předsedou senátu správního dvora, předsedou zůstal až do odchodu do důchodu v roce 1972. Dne 15. ledna 1955 byl jmenován zastupujícím soudcem ústavního soudu a o dva roky později i řádným soudcem. Na ústavním soudě pak pracoval až do roku 1977, kdy dosáhl věku 70 let.